# Gnieszawa
Gnieszawa – polski herb szlachecki, przynależny tylko jednej rodzinie (herb własny).

## Opis herbu
Opis z wykorzystaniem zasad blazonowania, zaproponowanych przez Alfreda Znamierowskiego:
W polu czerwonym, nad barkiem połutoczenicy złotej, zdobnej w klejnot i obramującej różę czteropłatkową, srebrną – strzała złota żeleźcem do góry.
Klejnot: Nad hełmem w koronie ogon pawi przeszyty strzałą złotą.
Powyższy opis pochodzi od J. K. Ostrowskiego. Niektórzy autorzy, tacy jak Chrząński i Pawliszczew, podawali w klejnocie nie ogon pawi, ale pięć piór pawich.

## Najwcześniejsze wzmianki
Herb pojawia się w źródłach stosunkowo późno. Podług Ostrowskiego, używany w Księstwie siewierskim w XVII wieku. Heroldia Polska wzmiankuje zaś uprawnioną do jego używania rodzinę dopiero w 1786 roku.
Antoni Stanisław Jan Słodkowski został wylegitymowany ze szlachectwa 9 lutego 1848. Patent wystawiony na tę okazję zawiera jedno z pierwszych przedstawień herbu Gnieszawa w dokumentach historycznych.
W herbarzu Pawliszczewa (rok 1853), przytoczono między innymi wizerunek herbu Gnieszawa ze wspomnianego patentu. Przedstawienie to jest pierwszym pojawieniem się Gnieszawy w herbarzach – herbu tego nie znali bowiem Bartosz Paprocki ani Kasper Niesiecki:

Herb GNIESZAWA. W polu czerwoném, strzała złota żeleźcem do góry, na połowie takiegoż pierścienia; pod pierścieniem róża biała. W szczycie hełmu pięć piór pawich, strzała złota w prawo przeszytych. Używają go: Słodkowscy w dawném Księztwie Siewierskiém. Z tych Stanisław Słodkowski, naprzód Burgrabia Grodzki Bobrownicki, od roku 1786 Urząd Rejenta Akt Ziemskich i Grodzkich w témże Księztwie Siewierskiém sprawował.

## Herbowni
Ponieważ herb Gnieszawa był herbem własnym, prawo do posługiwania się nim przysługuje tylko jednemu rodowi herbownemu – Słodkowskim.
Nazwisko Rodowe Słodkowski legitymowało się również Herbem Jastrzębiec.

## Etymologia
Gnieszawa – od imion złożonych na "Gnie-", typu Gniewomir, Gniewisław.
Gnieszawa-Słodkowski – złożenia brak; Gnieszawa od imion złożonych na "Gnie-", typu Gniewomir, Gniewisław; Słodkowski od słodzić, słód "skiełkowane ziarno zbóż, surowiec w piwowarstwie", słodki.